# Пандульф IV (князь Беневентський)
Панду́льф IV (†7 лютого 1074) — князь Беневентський (1056—1074) разом зі своїм батьком Ландульфом VI.
12 серпня 1073 разом з батьком присягнув на вірність Папі Римському Григорію VII. Воював з норманами і загинув у битві біля Монтесаркіо.